# Kepler-Gymnasium Freiburg
Das Kepler-Gymnasium Freiburg ist ein allgemeinbildendes Gymnasium in Freiburg im Breisgau in der Trägerschaft der Stadt.

## Geschichte
Das Kepler-Gymnasium Freiburg entstand 1907 unter dem Namen Realgymnasium, als das 1841 gegründete Rotteck-Gymnasium, welches in Abgrenzung zu den sogenannten Lateinschulen ein betont naturwissenschaftliches Profil entwickelt hatte, mit über 1000 Schülern eine kritische Grenze erreicht hatte und man beschloss, eine Filiale zu gründen.

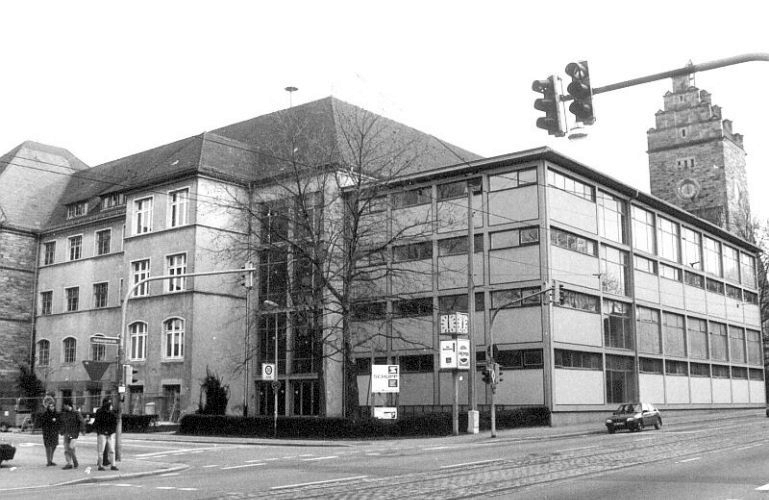
Altes Kepler-Gymnasium Freiburg in der Habsburgerstraße 105 im Jahr 1997

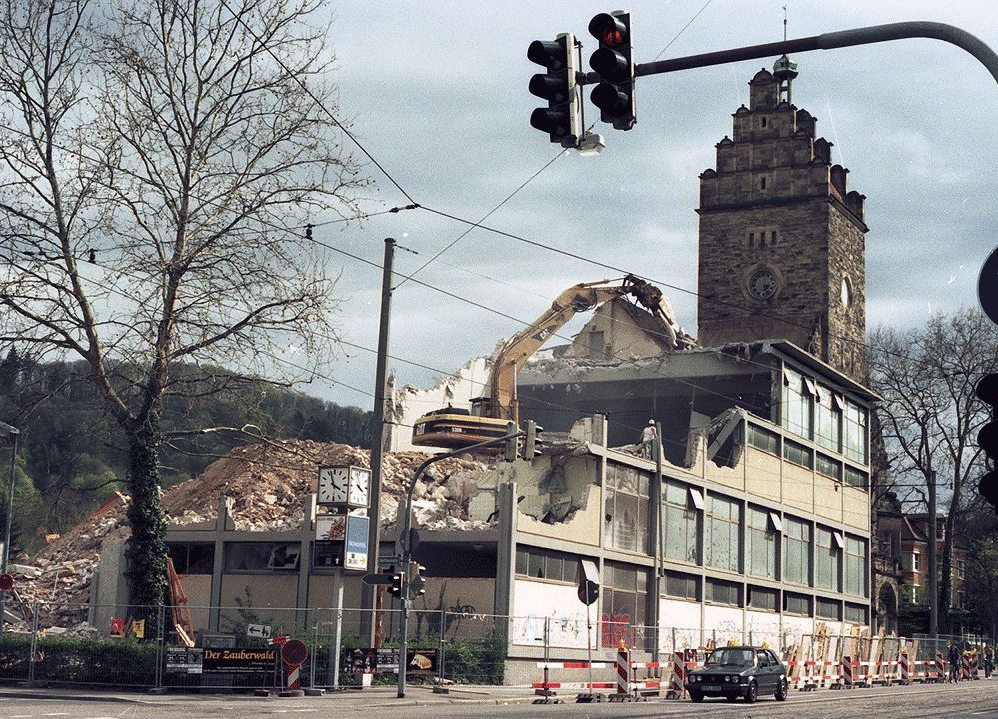
Abriss des alten Kepler-Gymnasiums im Dezember 1998

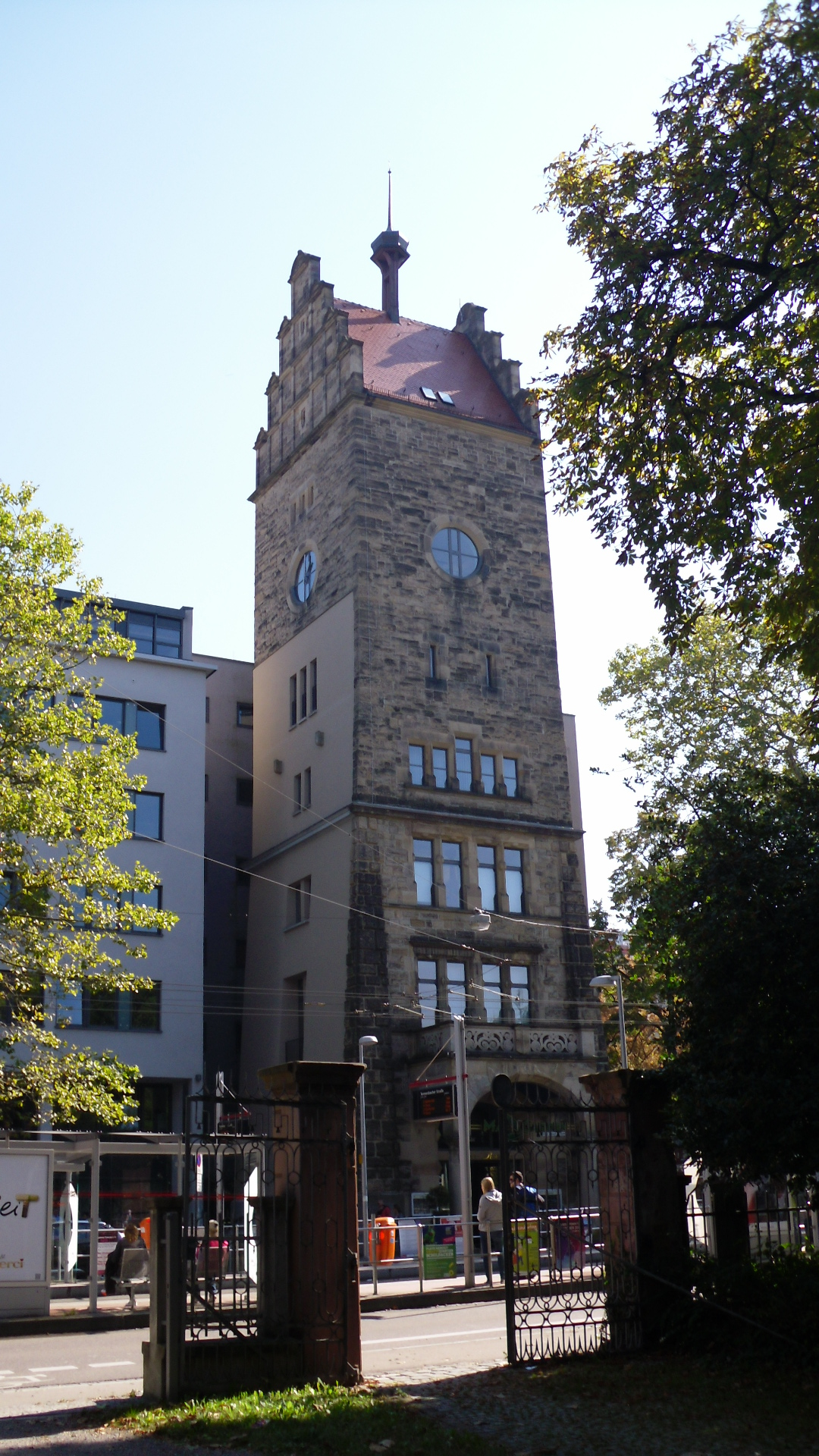
Turm des alten Keplergymnasiums im neu angelegten Areal „Keplerpark“

Das erste Schulgebäude war bereits 1875 erbaut worden und stand an der Ecke zwischen Habsburgerstraße und Wölflinstraße an der Grenze der Stadtteile Neuburg und Herdern. Die Schule erhielt mehrfach neue Bestimmungen und auch Namen, vor 1938 war ihr Name Neuburg-Oberrealschule bzw. Oberrealschule II. Danach wurde sie während des NS-Regimes in Erich-Ludendorff-Oberrealschule umbenannt und war eine reine Jungenschule. Beim Luftangriff auf Freiburg am 27. November 1944 wurden durch Bombenvolltreffer größere Teile des Gebäudes wie die Turnhalle komplett zerstört, der Nordflügel wurde stark in Mitleidenschaft gezogen. Nach dem Krieg hat man die beschädigten Gebäudeflügel wiederaufgebaut und repariert, teilweise notdürftig und ohne Rücksicht auf den früheren Baustil. Neu errichtet wurde eine Sporthalle in zeitgemäßer Stahlbetonbauweise mit schwingenden Fußböden.
Erst 1949 erhielt die Schule ihren heutigen Namen nach dem deutschen Mathematiker und Astronomen Johannes Kepler (1571–1630) und sie war damals mathematisch-naturwissenschaftlich orientiert.
Im Februar 1968 waren Schüler des Kepler-Gymnasiums Hauptinitiatoren von Protesten gegen eine Fahrpreiserhöhung der öffentlichen Verkehrsmittel, die schließlich zu den Studentenprotesten in Freiburg führten.
In den 1980er-Jahren drohte die Schließung des Gymnasiums, der Grund war Schülermangel. 1989 wurden statische Mängel am Gebäude festgestellt, woraufhin der Nordflügel dauerhaft geschlossen wurde. Die restlichen Gebäudeteile wurden erst mit Holz- und später mit Stahlstützen verstärkt. Viele Klassenräume, Flure und die sanitären Anlagen befanden sich schon jahrzehntelang in einem stark abgenutzten und nicht mehr zeitgemäßen bzw. renovierungsbedürftigen Zustand, quasi seit nach dem Krieg wurde nichts verändert. Manche Räumlichkeiten waren noch im Vorkriegszustand. So entschied sich die Stadt Freiburg das Gebäude nicht zu sanieren, sondern abzureißen und stattdessen die Schule in den damals neuentstehenden Stadtteil Rieselfeld zu verlegen, wo ein neues Schulgebäude mit abgetrennter Sporthalle für 50 Millionen Mark errichtet werden sollte. Diese Entscheidung stieß auf Widerstand in Teilen der Schulgemeinde und der Nachbarschaft, die lieber die Schule an ihrem ursprünglichen Ort erhalten und das historische Gebäude saniert gesehen hätten, was sich aber rein wirtschaftlich nicht mehr lohnte. Das Schuljahr 1996/1997 war das letzte Schuljahr im alten Gebäude, das mit der 90-Jahr-Feier beendet wurde. Das neue Gebäude im Rieselfeld wurde über die Sommerferien bezogen, und der Unterrichtsbetrieb begann mit dem Schuljahr 1997/1998. Im Dezember 1998 wurde das alte Schulgebäude bis auf den prominenten Turm abgerissen. Das Grundstück wurde an Privatinvestoren verkauft und mit Wohn- und Bürogebäuden wiederbebaut, im alten Turm befindet sich heute ein Restaurant. Auf dem neuen Schulgelände wurde 2008 ein zusätzlicher Erweiterungsbau errichtet.

## Profil
Das Kepler-Gymnasium ist ein Ganztagsgymnasium in offener Form, das heißt, dass die Eltern über den Umfang der Teilnahme an den vielfältigen Bildungsangeboten mitentscheiden können.

### Sprachliche Bildung
In der 5. Klasse fangen alle die Schüler mit Englisch als erster Fremdsprache an, früher stand Latein statt Englisch zur Auswahl. Ab der 6. Klasse (früher 7. Klasse bzw. Quarta) folgt als zweite Fremdsprache Französisch, Latein oder Russisch, wobei die Möglichkeit, Russisch zu lernen, ein Alleinstellungsmerkmal des Kepler-Gymnasiums in Südbaden darstellt. Spanisch ist als 3. Fremdsprache möglich. In jeweils einer Klasse pro Jahrgangsstufe wird bilingualer Unterricht in Englisch als besonderes Profil angeboten.

### Naturwissenschaften
Ab der 8. Klasse können die Schüler neben Biologie, Physik und Chemie mit dem Fach Naturwissenschaft und Technik einen besonderen Schwerpunkt setzen mit fächerübergreifendem und praxisorientiertem Arbeiten. Es werden Themen aus der Alltagserfahrung der Schüler naturwissenschaftlich durchleuchtet, das Experiment steht im Mittelpunkt und es werden auch technische Fähigkeiten im Umgang mit Werkzeug und Maschinen vermittelt.

### Arbeitsgemeinschaften
Am Keplergymnasium gibt es Arbeitsgemeinschaften für Theater und Bühnentechnik, Song Writing und Producing, Video und Fotografie. Es werden Medienscouts und Schulsanitäter ausgebildet. Eine Bachpatenschaft wird gepflegt. Es gibt eine Partnerschaft mit Schulen in Burundi. Allen Schülern steht in der Keplercloud Speicherkapazität für ihre persönlichen Daten zur Verfügung.

## Anbindung
Das Kepler-Gymnasium befindet sich nahe der Haltestelle Maria-von-Rudloff-Platz der Straßenbahnlinie 5. Dort befindet sich auch eine Station des Fahrradverleihsystems Frelo. Mit dem Rad ist die Schule über den FR 5 durch den Dietenbachpark von Weingarten, Betzenhausen und dem Stühlinger erreichbar.

## Lernatelier
Beim Neubau 2007 wurde als Besonderheit der Schule ein sogenanntes Lernatelier eingerichtet. Dabei stehen den Schülern ganztägig Lernberater und in den Pausen Lehrkräfte zur Unterstützung bei freiem Arbeiten zur Verfügung, die Hinweise auf benötigte Literatur und Materialien geben können und für fachliche Fragen Ansprechpartner sind.

## Luginsland
1920 gründete das Lehrerkollegium der Schule einen Verein für den Bau eines eigenen Erholungs- und Landschulheims. Dank zahlreicher Spenden konnte 1925 das Luginsland auf dem Freiburger Hausberg Schauinsland eingeweiht werden, das seither von Schülern aller Altersstufen zu allen Jahreszeiten regelmäßig besucht wird und für Unterricht, Freizeiten und andere schulische Aktivitäten genutzt wird. Das Haus wurde in den Jahren 2010 bis 2011 generalsaniert.

## Schule mit Courage
Seit 2017 ist das Kepler-Gymnasium Mitglied des Netzwerks Schule ohne Rassismus – Schule mit Courage und unterstützt die Ideen des Netzwerks durch jährlich wechselnde Aktionen.

## Schulpartnerschaften
- Royal Hospital School in Ipswich,  Vereinigtes Königreich
- Gymnasium No.11 in Tula,  Russland
- Lycée Français Alicante in Alicante,  Spanien
- Giggleswick Senior School in Giggleswick, North Yorkshire,  Vereinigtes Königreich
- The High School Attached to Zhejiang University aus Hangzhou,  Volksrepublik China
- Collège Sainte-Croix in Montivilliers,  Frankreich[15]

## Persönlichkeiten

### Schulleiter
- Karl Person (1887–1956), 1946 bis 1952, Präsident des badischen Landtags
- Franz Schmidt, 1952 bis 1954
- Erich Krumm (1893–1981), 1954 bis 1959
- Otto Jörder (1907–1994), Dr. phil. und Hispanist, 1959 bis 1971
- Günter Wolters (geb. 1928), 1971 bis 1974
- Günter Eck, 1974 bis 1994
- Bernhard Unmüssig, 1994 bis 1998
- Günter Wolters, 1998 bis 1999, kommissarisch
- Rolf Behrens, 1999 bis 2015[3]
- Insa Wodtke, seit 2015[12]

### Bekannte ehemalige Lehrer
- Josef Glaser (1887–1969), Fußballnationalspieler, dt. Meister 1907, Lehrer für Sport und Chemie
- Swetlana Geier (1923–2010), russische Literaturübersetzerin
- Martin Gotthard Schneider (1930–2017), Kirchenmusiker
- Alwin Renker (1931–2013), katholischer Theologe
- Wolfgang Hug (1931–2018), Historiker
- Adolf J. Schmid (1934–2011), Historiker
- Gerhard Preiß (1935–2017), Mathematikdidaktiker
- Herbert Kraume (* 1943), Historiker
- Günther Wassilowsky (* 1968), Kirchenhistoriker
- Aleksandar Božić (* 1985), Mentaltrainer, ehemaliger Basketballtrainer

### Bekannte ehemalige Schüler
- Rainer Wolfgang Schickele (1905–1989), Emigrant, Agrarökonom
- Walther Meyerspeer (1905–1979), Maler und Buchillustrator
- Eberhard Meckel (1907–1969), Schriftsteller
- Werner Vordtriede (1915–1985), Emigrant, Literaturwissenschaftler und Schriftsteller
- Georg Philippi (1936–2010), Botaniker
- Richard Motsch (* 1937), Rechtswissenschaftler
- Hagen Keller (* 1937), Historiker
- Hans-Otto Mühleisen (* 1941), Politikwissenschaftler
- Ulrich Zimmermann (* 1944), Schriftsteller
- Bernd Mathias Kremer (* 1945), Verwaltungsjurist
- Rainer Altherr (* 1947), Mineraloge
- Günter A. Buchwald (* 1952), Stummfilmmusiker
- Christoph Clauser (* 1954), Geophysiker
- Philipp Frank (* 1968), Oberbürgermeister von Waldshut-Tiengen
- Georg Melich (* 1979), Schauspieler